# Ком (тврђава)
Ком је острвска тврђава у Скадарском језеру који су подигли Црнојевићи у 15. веку.